# What Really Happened to the Class of '65?
What Really Happened to the Class of '65?  è una serie televisiva statunitense in 14 episodi trasmessi per la prima volta nel corso di una sola stagione dal 1977 al 1978. È basata sul romanzo omonimo di Michael Medved e David Wallechinsky.
È una serie televisiva di tipo antologico in cui ogni episodio rappresenta una storia a sé. Gli episodi sono storie di genere drammatico riguardanti le vite di alcune persone diplomatesi nella stessa scuola nel 1965 e vengono presentati da Tony Bill nel ruolo di Sam Ashley.

## Personaggi
- Sam Ashley (14 episodi, 1977-1978), interpretato da	Tony Bill.
- Danny (2 episodi, 1978), interpretato da	Jack Ging.

## Produzione
La serie fu prodotta da Universal TV Tra i registi della serie sono accreditati Harry Falk (2 episodi, 1977-1978) e Richard Irving	(2 episodi, 1977-1978).

## Distribuzione
La serie fu trasmessa negli Stati Uniti dal 1977 al 1978 sulla rete televisiva NBC.

## Episodi
| Stagione       | Episodi | Prima TV USA |
| -------------- | ------- | ------------ |
| Prima stagione | 14      | 1977-1978    |